# Finnische Grammatik
Dieser Artikel befasst sich mit der Grammatik der finnischen Sprache.

## Phonologie
Das Finnische verfügt über acht Vokale (angegeben in IPA-Lautschrift):
|             | vorne    | vorne | zentral | hinten |
| ungerundet  | gerundet |       | zentral | hinten |
| ----------- | -------- | ----- | ------- | ------ |
| geschlossen | i        | y     |         | u      |
| halboffen   | ɛ        | œ     |         | ɔ      |
| offen       | æ        |       | ɑ       |        |

Das Finnische verfügt über 14 eigenständige Konsonantenphoneme. Weitere vier Konsonanten (in der Tabelle eingeklammert) kommen nur in Lehnwörtern vor.
|               | Bilabial | Labiodental | Dental | Alveolar | Postalveolar | Palatal | Velar  | Glottal |
| ------------- | -------- | ----------- | ------ | -------- | ------------ | ------- | ------ | ------- |
| Plosive       | p, (b)   |             | t, d   |          |              |         | k, (g) | ʔ       |
| Nasale        | m        |             | n      |          |              |         | ŋ      |         |
| Vibranten     |          |             |        | r        |              |         |        |         |
| Frikative     |          | (f), v      |        | s        | (ʃ)          |         |        | h       |
| Approximanten |          |             |        |          |              | j       |        |         |
| Laterale      |          |             |        | l        |              |         |        |         |

Für mehr Informationen siehe: Finnische Sprache#Phonologie

## Nomen
Am Nomen werden im Finnischen folgende vier Kategorien in dieser Reihenfolge markiert:
Numerus, Kasus, Possessivsuffix, Partikel
Beispiel:
pulloissannekin (Auch in euren Flaschen)
| Nomen     | Numerus | Kasus   | Possessivsuffix  | Partikel |
| --------- | ------- | ------- | ---------------- | -------- |
| pullo     | i       | ssa     | nne              | kin      |
| „Flasche“ | Plural  | Inessiv | 2. Person Plural | „auch“   |

### Kasussystem
Im Finnischen gibt es 15 Kasus. Diese werden meist durch Suffixe am Nomen ausgedrückt. Die Suffixe werden an den Stamm des Nomens angehängt, der durch Konsonantengradierung bei vielen Nomina anders ist als die Basisform, die Nominativform.
| Kasus      | Funktion                     | Suffix                                                     | Beispielformen (Singular, Plural)  | Bedeutung Singular          |
| ---------- | ---------------------------- | ---------------------------------------------------------- | ---------------------------------- | --------------------------- |
| Nominativ  | Basisform                    | -, -t (Plural)                                             | talo, talot                        | Das Haus                    |
| Genitiv    | Besitz                       | -n, -den, -tten                                            | talon, talojen                     | Des Hauses                  |
| Akkusativ  | Objektendung                 | -n, -t (Plural), -                                         | talon, talot, talo                 | Das Haus                    |
| Partitiv   | indefinite Menge             | -a/-ä, -ta/-tä, -tta/-ttä                                  | taloa, taloja                      | Ein Haus                    |
| Inessiv    | Inneres                      | -ssa/-ssä                                                  | talossa, taloissa                  | Im Hause                    |
| Elativ     | Hinaus                       | -sta/-stä                                                  | talosta, taloista                  | Aus dem Hause               |
| Illativ    | Hinein                       | -Vn, -hVn (V ist der vorange- gangene Vokal), -seen, -siin | taloon, taloihin                   | Ins Haus                    |
| Adessiv    | Oberfläche, Nähe, Instrument | -lla/-llä                                                  | talolla, taloilla                  | Beim Hause                  |
| Ablativ    | Weg, hinunter                | -lta/-ltä                                                  | talolta, taloilta                  | Vom Hause (weg)             |
| Allativ    | Hin, hinauf                  | -lle                                                       | talolle, taloille                  | Zum Hause (hin)             |
| Essiv      | Zustand                      | -na/-nä                                                    | talona, taloina                    | Als Haus                    |
| Translativ | Zustandsveränderung          | -ksi                                                       | taloksi, taloiksi                  | Zu einem Hause (werden)     |
| Abessiv    | Fehlen                       | -tta/-ttä                                                  | talotta, taloitta                  | Ohne Haus                   |
| Komitativ  | Begleitung                   | -ine- (immer im Plural und mit Possessivsuffix)            | taloineni (Siehe Possessivsuffixe) | Zusammen mit meinen Häusern |
| Instruktiv | (Idiomatisch)                | -n (meist im Plural)                                       | jalan                              | zu Fuß                      |

Sowohl der Akkusativ als auch der Partitiv kann das Objekt markieren.
Das Objekt steht oft im Partitiv, wenn es sich dabei um eine indefinite, unbegrenzte Menge handelt; es kann ein aufteilbares Wort oder ein Pluralwort sein. Der Akkusativ hingegen drückt eine Einheit oder definite Menge aus.
Beispiel:
| Akkusativ            | Akkusativ            |                               | Partitiv                      | Partitiv |
| Ostin                | leivän               | Ostin                         | leipää                        |          |
| kaufen+PST+1sg       | Brot+ACC             | kaufen+PST+1sg                | Brot+PART                     |          |
| Ich kaufte das Brot. | Ich kaufte das Brot. | Ich kaufte ein bisschen Brot. | Ich kaufte ein bisschen Brot. |          |

Ein weiterer Unterschied liegt in der Resultativität. Der Akkusativ zeigt resultative Handlungen an, während das Resultat bei der Verwendung des Partitivs unklar oder irrelevant ist.
Beispiel:
| Akkusativ               | Akkusativ               |                           | Partitiv                  | Partitiv |
| Ammuin                  | karhun                  | Ammuin                    | karhua                    |          |
| schießen+PST+1sg        | Bär+ACC                 | schießen+PST+1sg          | Bär+PART                  |          |
| Ich erschoss den Bären. | Ich erschoss den Bären. | Ich schoss auf den Bären. | Ich schoss auf den Bären. |          |

Ebenfalls der Aspekt der Handlung (perfektiv oder imperfektiv) wird durch den Kasus des Objekts angezeigt. Bei perfektiven Handlungen steht das Objekt im Akkusativ, bei imperfektiven im Partitiv.
Beispiel:
| Akkusativ                                        | Akkusativ                                        | Akkusativ                                        |                                            | Partitiv                                   | Partitiv                                   | Partitiv |
| Väinö                                            | rakensi                                          | talon                                            | Väinö                                      | rakensi                                    | taloa                                      |          |
| Väinö+NOM                                        | bauen+PST+3sg                                    | Haus+ACC                                         | Väinö+NOM                                  | bauen+PST+3sg                              | Haus+PART                                  |          |
| Väinö baute ein Haus (er hat es fertiggestellt). | Väinö baute ein Haus (er hat es fertiggestellt). | Väinö baute ein Haus (er hat es fertiggestellt). | Väinö baute ein Haus (er arbeitete daran). | Väinö baute ein Haus (er arbeitete daran). | Väinö baute ein Haus (er arbeitete daran). |          |

Selbst für den Akkusativ gibt es kontextabhängige Unterschiede bei den Suffixen.
Das Akkusativsuffix des Plurals und aller Personalpronomen ist -t.
Ein Akkusativobjekt im Singular bekommt ein Nullsuffix, wenn das Verb des Satzes im Imperativ der ersten oder zweiten Person oder im Passiv steht, sowie bei Verben der Verpflichtung, bei denen die verpflichtete Person nicht im Nominativ, sondern im Genitiv steht.
Beispiele:
Osta kirja! (Kaufe ein Buch!)
Ostetiin kirja. (Ein Buch wurde gekauft.)
Minun täytyy ostaa kirja. (Ich muss das Buch kaufen.)
In Negativsätzen steht das Objekt jedoch immer im Partitiv, auch in Zusammenhängen, bei denen es in Affirmativsätzen im Akkusativ stünde.

### Possessivsuffixe
|           | Singular                                                                                      | Plural                                                                                        |
| --------- | --------------------------------------------------------------------------------------------- | --------------------------------------------------------------------------------------------- |
| 1. Person | -ni                                                                                           | -mme                                                                                          |
| 2. Person | -si                                                                                           | -nne                                                                                          |
| 3. Person | -nsa/-nsä, -Vn (nur nach Kasussuffixen, die auf einen kurzen Vokal enden; V ist dieser Vokal) | -nsa/-nsä, -Vn (nur nach Kasussuffixen, die auf einen kurzen Vokal enden; V ist dieser Vokal) |

|           | Singular                             | Plural                               |
| --------- | ------------------------------------ | ------------------------------------ |
| 1. Person | taloni                               | talomme                              |
| 2. Person | talosi                               | talonne                              |
| 3. Person | talonsa talossaan (Beispiel Inessiv) | talonsa talossaan (Beispiel Inessiv) |

Die Possessivsuffixe treten in der Regel zusammen mit der Genitivform des jeweiligen Personalpronomens auf, in der 1. und 2. Person kann dieses jedoch auch weggelassen werden.
Steht ein Nomen in einem Kasus, dessen Suffix auf einen Konsonanten endet, so wird dieser Konsonant vor einem Possessivsuffix getilgt. Diese Tilgung betrifft vor allem das -n in den Genitiv- und Illativ-Suffixen und das -t des Nominativ-Plural-Suffixes. Die Folge ist, dass mehrere Formen gleich aussehen und am Zusammenhang erkannt werden muss, um welche Form es sich handelt.
Beispiele:
Veneeni on uusi. (Mein Boot ist neu.)
Veneeni ovat uudet. (Meine Boote sind neu.)
Veneeni nimi on Tarantella. (Der Name meines Bootes ist Tarantella.)
Oletko nähnyt¹ veneeni? (Hast du mein Boot / meine Boote gesehen?)
Die Possessivsuffixe werden allerdings nicht nur in Verbindung mit Nomen verwendet. Das einzige Reflexivpronomen itse nimmt Possessivsuffixe, um ihm eine Person zu geben.
Beispiel: itse-lle-en (zu sich selbst)
Auch der Ausdruck von Gegenseitigkeit toinen toinen (entspricht dem deutschen „einander“) nimmt am zweiten Wort (das im Gegensatz zum ersten auch dekliniert wird) Possessivsuffixe an.
Beispiel: toinen toise-lle-mme (wir zueinander)
Possessivsuffixe können an verschiedene nicht-finite Verbformen gehängt werden und deren Subjekt ausdrücken.
Beispiele:
Syödäksesi (damit du isst)
Sanoessani (wenn ich sage)
Tietämättämme (ohne dass wir wissen)

### Pronomen

#### Personalpronomen
Wie auch die Nomen tragen Pronomen im Finnischen Kasussuffixe, dabei ist das Akkusativsuffix bei allen Personalpronomen -t. Unabhängige Possessivpronomen existieren nicht, ihre Funktion erfüllt die Genitivform eines Personalpronomens.
|           | Singular  | Singular  | Singular  | Plural    | Plural    | Plural |
| 1. Person | 2. Person | 3. Person | 1. Person | 2. Person | 3. Person |        |
| --------- | --------- | --------- | --------- | --------- | --------- | ------ |
| Nominativ | minä      | sinä      | hän       | me        | te        | he     |
| Genitiv   | minun     | sinun     | hänen     | meidän    | teidän    | heidän |
| Akkusativ | minut     | sinut     | hänet     | meidät    | teidät    | heidät |
| Partitiv  | minua     | sinua     | häntä     | meitä     | teitä     | heitä  |
| Inessiv   | minussa   | sinussa   | hänessä   | meissä    | teissä    | heissä |
| Elativ    | minusta   | sinusta   | hänestä   | meistä    | teistä    | heistä |
| Illativ   | minuun    | sinuun    | häneen    | meihin    | teihin    | heihin |
| Adessiv   | minulla   | sinulla   | hänellä   | meillä    | teillä    | heillä |
| Ablativ   | minulta   | sinulta   | häneltä   | meiltä    | teiltä    | heiltä |
| Allativ   | minulle   | sinulle   | hänelle   | meille    | teille    | heille |

#### Demonstrativpronomen
Im Finnischen gibt es sechs Demonstrativpronomen. Sie können sowohl alleine als auch als Attribute für Nomen auftreten.
|            | Singular | Singular | Singular | Plural | Plural | Plural |
| dies       | das      | es       | diese    | jene   | sie    |        |
| ---------- | -------- | -------- | -------- | ------ | ------ | ------ |
| Nominativ  | tämä     | tuo      | se       | nämä   | nuo    | ne     |
| Genitiv    | tämän    | tuon     | sen      | näiden | noiden | niiden |
| Partitiv   | tätä     | tuota    | sitä     | näitä  | noita  | niitä  |
| Inessiv    | tässä    | tuossa   | siinä    | näissä | noissa | niissä |
| Elativ     | tästä    | tuosta   | siitä    | näistä | noista | niistä |
| Illativ    | tähän    | tuohon   | siihen   | näihin | noihin | niihin |
| Adessiv    | tällä    | tuolla   | sillä    | näillä | noilla | niillä |
| Ablativ    | tältä    | tuolta   | siltä    | näiltä | noilta | niiltä |
| Allativ    | tälle    | tuolle   | sille    | näille | noille | niille |
| Essiv      | tänä     | tuona    | sinä     | näinä  | noina  | niinä  |
| Translativ | täksi    | tuoksi   | siksi    | näiksi | noiksi | niiksi |

#### Weitere Pronomen
Generell können die folgenden Pronomen (wie Demonstrativpronomen) alleine oder als Attribut auftreten. Eine Ausnahme bilden die Pronomen, die sich nur auf Menschen beziehen (kuka, joku, joka), die nur alleine auftreten.
Die Suffigierung an den folgenden Pronomen erfolgt oft nicht direkt an der Nominativform, sondern stattdessen an der vorletzten Silbe im Wort, wodurch die letzte in vielen Fällen wegfällt (Beispiel: mikä → minkä, missä), oder aber an beiden Silben des Wortes (joku → jonkun, jossakussa).
|                        | Singular    | Plural          | Übersetzung                                  |
| ---------------------- | ----------- | --------------- | -------------------------------------------- |
| Interrogativ- pronomen | kuka        | kenet           | wer                                          |
| Interrogativ- pronomen | mikä        | mitkä           | was, welcher, welche, welches                |
| Interrogativ- pronomen | kumpi       | kummat          | welcher, welche, welches von beiden          |
| Interrogativ- pronomen | millainen   | millaiset       | welche Art von                               |
| Interrogativ- pronomen | minkälaiset | minkälaiset     | welche Art von                               |
| Indefinit- pronomen    | joku        | jotkut          | jemand                                       |
| Indefinit- pronomen    | jokin       | jotkin          | etwas                                        |
| Indefinit- pronomen    | (ei) kukaan | (eivät) ketkään | niemand                                      |
| Indefinit- pronomen    | (ei) mikään | (eivät) mitkään | nichts, keiner, keine, keins                 |
| Indefinit- pronomen    | jompikumpi  | jommatkummat    | einer, eine, eins von beiden                 |
| Indefinit- pronomen    | kumpikin    | kummatkin       | beides, beide                                |
| Indefinit- pronomen    | kumpikaan   | kummatkaan      | nichts, keiner, keine, keins von beiden      |
| Indefinit- pronomen    | kukin       | kukin           | alle, jeder, jede, jedes                     |
| Relativ- pronomen      | joka        | jotka           | wer, welcher, welche, welches, der, die, das |
| Relativ- pronomen      | mikä        | mitkä           | welcher, welche, welches, der, die, das      |

### Abfolge der NP-modifizierenden Kategorien
Neben dem Kopfnomen kann die Nominalphrase im Finnischen verschiedene Modifizierer enthalten. Diese Modifizierer sind:
- Ein Determinierer oder ein Demonstrativpronomen
- Ein quantifikationeller Operator
- Ein Zahlwort
- Attributive Adjektive
- Bis zu zwei Genitiv-Linksattribute

Beispiel:
| DET/DEM                                                     | QUANT  | NUM   | GEN-MOD                     | ADJ      | N            |
| ----------------------------------------------------------- | ------ | ----- | --------------------------- | -------- | ------------ |
| Ne                                                          | kaikki | kolme | naapurin                    | vilkasta | koiranpentua |
| Jene                                                        | alle   | drei  | des Nachbarn, der Nachbarin | lebhaft  | Welpe        |
| All jene drei lebhaften Welpen des Nachbarn / der Nachbarin |        |       |                             |          |              |

## Verben

### Personen und Tempus
Wie im Deutschen gibt es auch im Finnischen drei Personen jeweils im Singular und Plural. Diese werden mit dem jeweiligen Pronomen vor dem Verb und dem angehängten Suffix gebildet. Das Pronomen wird nur in der 3. Person Singular und Plural immer gebraucht. Bei den anderen Personen kann es weggelassen werden. Außerdem wird die 3. Person Singular normalerweise durch Verdopplung des vorangehenden Vokals gebildet. Wenn der Wortstamm bereits einen Langvokal (-aa) oder einen Diphthong (-ai) besitzt, tritt keine Verdopplung auf.
Das Finnische hat vier Zeitformen: Präsens, Imperfekt (auch Präteritum genannt), Perfekt und Plusquamperfekt.
Das Präsens wird mit dem Wortstamm und dem jeweiligen Personalsuffix gebildet.
Das Imperfekt wird durch ein -i- markiert. Dieser wird zwischen Wortstamm und dem Personalsuffix eingefügt.
Das Perfekt und Plusquamperfekt werden mit dem Hilfsverb olla und dem Partizip Perfekt des Verbs gebildet. Das Hilfsverb selbst steht beim Perfekt im Präsens und beim Plusquamperfekt im Imperfekt. Das Partizip Perfekt wird durch das Anhängen des Suffix -nut/-nyt (Singular) und -neet (Plural) an den Wortstamm gebildet.
Das Futur gibt es im Finnischen nicht als Zeitform. Um etwas in der Zukunft auszudrücken, benutzt man Präsens und Wörter wie huomenna (morgen) im Kontext (Huomenna menen uimaan = Morgen werde ich schwimmen gehen).
| Person      | Pronomen | Präsens  | Imperfekt  | Perfekt           | Plusquamperfekt    |
| ----------- | -------- | -------- | ---------- | ----------------- | ------------------ |
| 1. Singular | (minä)   | puhu-n   | puhu-i-n   | ole-n puhu-nut    | ol-i-n puhu-nut    |
| 2. Singular | (sinä)   | puhu-t   | puhu-i-t   | ole-t puhu-nut    | ol-i-t puhu-nut    |
| 3. Singular | hän      | puhu-u   | puhu-i     | on puhu-nut       | ol-i puhu-nut      |
| 1. Plural   | (me)     | puhu-mme | puhu-i-mme | ole-mme puhu-neet | ol-i-mme puhu-neet |
| 2. Plural   | (te)     | puhu-tte | puhu-i-tte | ole-tte puhu-neet | ol-i-tte puhu-neet |
| 3. Plural   | he       | puhu-vat | puhu-i-vat | ovat puhu-neet    | ol-i-vat puhu-neet |

(puhu-n = ich spreche; puhu-i-n = ich sprach; ole-n puhu-nut = ich habe gesprochen; ol-i-n puhu-nut = ich hatte gesprochen)

### Modus
Abgesehen vom Indikativ hat das Finnische noch drei weitere Modi: Konditional, Potential und Imperativ.
Der Konditional drückt Handlungen aus, die hypothetisch oder von Voraussetzungen abhängend sind. Er wird mit dem Suffix -isi- gebildet, das zwischen Wortstamm und Personalsuffix steht.
Der Potential drückt eine wahrscheinliche, oder nicht sichere Handlung aus (ich werde wohl lesen). Er wird mit dem Suffix -ne- gebildet.
Der Imperativ ist die Befehlsform. Anders als die anderen Modi gibt es keine Form für die 1. Person Singular. Anstelle dessen wird meistens die Passivform verwendet. Die häufigste Form ist die 2. Person Singular. Außerdem drücken 3. Person Singular und Plural eher eine Wunschform aus, als eine Befehlsform.
|             |          | Konditional  | Konditional         | Potential   | Potential           | Imperativ    |
| ----------- | -------- | ------------ | ------------------- | ----------- | ------------------- | ------------ |
| Person      | Pronomen | Präsens      | Perfekt             | Präsens     | Perfekt             | Präsens      |
| 1. Singular | (minä)   | sano-isi-n   | ol-isi-n sanonut    | sano-ne-n   | lie-ne-n sanonut    | —            |
| 2. Singular | (sinä)   | sano-isi-t   | ol-isi-t sanonut    | sano-ne-t   | lie-ne-t sanonut    | sano         |
| 3. Singular | hän      | sano-isi     | ol-isi sanonut      | sano-ne-e   | lie-ne-e sanonut    | sano-ko-on   |
| 1. Plural   | (me)     | sano-isi-mme | ol-isi-mme sanoneet | sano-ne-mme | lie-ne-mme sanoneet | sano-kaa-mme |
| 2. Plural   | (te)     | sano-isi-tte | ol-isi-tte sanoneet | sano-ne-tte | lie-ne-tte sanoneet | sano-kaa     |
| 3. Plural   | he       | sano-isi-vat | ol-isi-vat sanoneet | sano-ne-vat | lie-ne-vät sanoneet | sano-ko-ot   |

(Konditional: sanoisin (ich würde sagen), ol-isi-n sanonut (ich hätte gesagt / würde gesagt haben)
Potential: sano-ne-n (ich sage wohl), lie-ne-n sanonut (ich hab wohl gesagt)
Imperativ: sano! (sag!))

### Passiv
Das Finnische benutzt das impersonale Passiv, was bedeutet, dass die Argumentrelationen im Satz sich nicht verändern, wenn dieser vom Aktiv ins Passive verändert wird. Es ist am ehesten mit dem deutschen „man“ zu vergleichen und beschreibt eine Handlung einer unspezifizierten Person, zum Beispiel Kirjoitetaan kirje, was so viel wie „Man schreibt einen Brief“ bedeutet.
Das Passiv kommt in allen Zeitformen und Modi vor. Es wird durch den Wortstamm gebildet, an den die Passivsuffixe angehängt werden. Diese sind je nach Wortstamm -tta/-ttä oder -ta/-tä. Bei manchen Verben können die Endvokale -a/-ä verschwinden. Nach dem Passivsuffix können dann die Suffixe für Zeit, Modus und Person angehängt werden. Die Personalsuffixe bekommen im Passiv noch einen Vokal dazu. Aus der Endung für 1. Person Singular „-n“ wird zum Beispiel „-an“.
| Präsens    | Imperfekt    | Perfekt     | Plusquamperfekt |
| ---------- | ------------ | ----------- | --------------- |
| puhu-ta-an | puhu-tt-i-in | on puhu-ttu | ol-i puhu-ttu   |

| Konditional     | Konditional     | Potential      | Potential         | Imperativ      |
| --------------- | --------------- | -------------- | ----------------- | -------------- |
| Präsens         | Perfekt         | Präsens        | Perfekt           | Präsens        |
| sano-tta-isi-in | ol-isi sano-ttu | sano-tta-ne-en | lie-ne-e sano-ttu | sano-tta-ko-on |

sanottaisiin (es würde gesagt werden / man würde sagen)

### Negationsverb
Im Finnischen findet die Negation im Satz mithilfe des Negationsverbs ei statt. Im Präsens wird es durch das konjugierte Negationsverb und den jeweiligem Grundwortstamm ohne irgendeinen weiteren Suffix gebildet. In den Vergangenheitszeitformen wird anstatt des Wortstammes das Partizip Perfekt genutzt. Außerdem wird bei den Zeitformen Perfekt und Plusquamperfekt wieder das Hilfsverb olla genutzt, das in der Negation aber nicht konjugiert wird. Im Perfekt steht es als reiner Wortstamm und im Plusquamperfekt im Partizip Perfekt.
| Person      | Pronomen | Präsens     | Imperfekt         | Perfekt               | Plusquamperfekt           |
| ----------- | -------- | ----------- | ----------------- | --------------------- | ------------------------- |
| 1. Singular | (minä)   | e-n puhu    | e-n puhu-nut      | e-n ole puhu-nut      | e-n ol-lut puhu-nut       |
| 2. Singular | (sinä)   | e-t puhu    | e-t puhu-nut      | e-t ole puhu-nut      | e-t ol-lut puhu-nut       |
| 3. Singular | hän      | e-i puhu    | e-i puhu-nut      | e-i ole puhu-nut      | e-i ol-lut puhu-nut       |
| 1. Plural   | (me)     | e-mme puhu  | e-mme puhu-neet   | e-mme ole puhu-neet   | e-mme ol-leet puhu-neet   |
| 2. Plural   | (te)     | e-tte puhu  | e-tte puhu-neet   | e-tte ole puhu-neet   | e-tte ol-leet puhu-neet   |
| 3. Plural   | he       | ei-vät puhu | e-i-vät puhu-neet | e-i-vät ole puhu-neet | e-i-vät ol-leet puhu-neet |

(e-n puhu-n = ich spreche nicht; e-n puhu-nut = ich sprach nicht; e-n ole-n puhu-nut = ich habe nicht gesprochen; e-n ol-lut puhu-nut = ich hatte nicht gesprochen)
Die negierten Modi werden auch mithilfe des Negationsverbs gebildet. Für den Imperativ wird eine besondere Form des Negationsverbs genutzt: älä. Im Präsens trägt der Wortstamm des eigentlichen Verbes die Modusmarkierung, während im Perfekt das Hilfsverb olla diese trägt und das eigentliche Verb im Partizip Perfekt steht. Die Suffixe für Personenangabe trägt das Negationsverb.
|             |          | Konditional      | Konditional             | Potential       | Potential               | Imperativ        |
| ----------- | -------- | ---------------- | ----------------------- | --------------- | ----------------------- | ---------------- |
| Person      | Pronomen | Präsens          | Perfekt                 | Präsens         | Perfekt                 | Präsens          |
| 1. Singular | (minä)   | e-n sano-isi     | e-n ol-isi sanonut      | e-n sano-ne     | e-n lie-ne sanonut      | —                |
| 2. Singular | (sinä)   | e-t sano-isi     | e-t ol-isi sanonut      | e-t sano-ne     | e-t lie-ne sanonut      | älä sano         |
| 3. Singular | hän      | e-i sano-isi     | e-i ol-isi sanonut      | e-i sano-ne     | e-i lie-ne sanonut      | älköön sano-ko   |
| 1. Plural   | (me)     | e-mme sano-isi   | e-mme ol-isi sanoneet   | e-mme sano-ne   | e-mme lie-ne sanoneet   | älkäämme sano-ko |
| 2. Plural   | (te)     | e-tte sano-isi   | e-tte ol-isi sanoneet   | e-tte psano-ne  | e-tte lie-ne sanoneet   | älkää sano-      |
| 3. Plural   | he       | e-i-vät sano-isi | e-i-vät ol-isi sanoneet | e-i-vät sano-ne | e-i-vät lie-ne sanoneet | älkööt sano-ko   |

(Konditional: e-n sano-isi (ich würde nicht sagen), e-n ol-isi sanonut (ich hätte nicht gesagt / würde nicht gesagt haben)
Potential: e-n sano-ne (ich sge wohl nicht), e-n lie-ne sanonut (ich hab wohl nicht gesagt)
Imperativ: älä sano! (sag nicht!))
Natürlich gibt es auch beim Passiv Negationen. Die negierte Präsens-Passivform wird durch das konjugierte Negationsverb und dem Passivwortstamm ohne Personalsuffix gebildet. Für das negierte Imperfekt nimmt das Haupt-Verb das Partizip Perfekt Passiv an. Für das negierte Perfekt und Plusquamperfekt wird zusätzlich zum Negationsverb das Hilfsverb olla genutzt, das im Perfekt in der Form ole steht und im Plusquamperfekt in der Form ollut. Das Hauptverb bleibt weiterhin im Partizip Perfekt Passiv. Die negierten passiven Modi werden mit dem Negationsverb und der passenden Passivform ohne Personalsuffix gebildet. Im Imperativ nimmt das Negationsverb die Form älköön an.
| Präsens     | Imperfekt    | Perfekt          | Plusquamperfekt     |
| ----------- | ------------ | ---------------- | ------------------- |
| e-i puhu-ta | e-i puhu-ttu | e-i ole puhu-ttu | e-i ol-lut puhu-ttu |

| Konditional      | Konditional         | Potential       | Potential           | Imperativ            |
| ---------------- | ------------------- | --------------- | ------------------- | -------------------- |
| Präsens          | Perfekt             | Präsens         | Perfekt             | Präsens              |
| e-i sano-tta-isi | e-i ol-isi sano-ttu | e-i sano-tta-ne | e-i lie-ne sano-ttu | äl-kö-ön sano-tta-ko |

### Nicht-finite Verbformen
Nicht-finite Verbformen sind Verben, die kein Personalsuffix haben, wie zum Beispiel Infinitive und Partizipien. Das Finnische hat 4 Infinitive und 4 Partizipien.

#### Infinitive
Im Finnischen werden Infinitive als Nomen gesehen. Jede Infinitivart hat ihren eigenen Markierer, der als Suffix an den Wortstamm angehängt wird. Unter bestimmten Bedingungen können Possessivsuffixe, Passivformen oder Kasusmarkierungen an die Infinitive angehängt werden.

##### Infinitiv 1
Der erste Infinitiv ist die Grundform des Verbes, wie sie auch im Wörterbuch zu finden ist. Es gibt im Finnischen 6 verschiedene Verbtypen, die sich in ihrer Endung und Bildung des Grundwortstammes unterscheiden. Der Stamm von Typ 1 endet auf einem kurzen Vokal und hat die Endung -a/-ä. Typ 2 endet auf einem -t und hat die Endung -a/-ä. Hier ist es allerdings nicht möglich, die Endung einfach durch das Personalsuffix zu ersetzen. Das -t vom Stamm wird in ein -a/-ä umgewandelt, woran man dann die Personalendung anfügen kann. Typ 3 endet auf einem langen Vokal oder einem Diphthong und hat die Endung -da/-dä. Das Personalsuffix kann direkt an den langen Vokal/Diphthong angehängt werden. Bei Typ 4 enden die Verben auf Konsonanten wie -s, -l oder -n und haben die Endung -ta/-tä, -la/-lä oder -na/-nä. An den Infinitivstamm wird ein -e hinzugefügt, an das dann das Personalsuffix angehängt werden kann. Typ-5-Verben enden auf -it mit der Endung -a/-ä. Der Stamm wird hier durch das Anhängen von -se an -it gebildet. Typ-6-Verben enden auf -et mit der Endung -a/-ä. Der Stamm wird hier durch das Ersetzen des -t mit -ne gebildet.
| Typ | Kennzeichnung                      | Infinitiv 1 | 1. Person Präsens | Übersetzung |
| --- | ---------------------------------- | ----------- | ----------------- | ----------- |
| 1   | -V + -a/-ä                         | ant-a-a     | ann-a-n           | geben       |
| 2   | -t + -a/-ä                         | halu-t-a    | halu-a-n          | wollen      |
| 3   | -VV + -da/-dä                      | saa-da      | saa-n             | bekommen    |
| 4   | -s/-l/-n + -ta/-tä/-la/-lä/-na/-nä | nou-s-ta    | nous-e-n          | ansteigen   |
| 5   | -it + -a/-ä                        | tarv-it-a   | tarv-it-se-n      | brauchen    |
| 6   | -et + -a/-ä                        | lämm-et-ä   | lämp-e-ne-n       | warm werden |

Um den Translativ² zu bilden, hängt man nun an die Infinitivform das Suffix dafür an. Daran kann man dann wiederum Possessivsuffixe anhängen.

##### Infinitiv 2
Mit dem zweiten Infinitiv können der Inessiv und der Instruktiv gebildet werden.
Der Stamm des Infinitiv 2 wird gebildet, indem man das letzte -a/-ä vom Infinitiv 1 in ein -e umwandelt. Wenn der Stamm dadurch nun zwei -ee am Ende hat, wird das erste -e in ein -i umgewandelt. An diesem Stamm können nun die Kasusmarkierungen für Inessiv (-ssa/-ssä) und Instruktiv (-n) angehängt werden.
| Infinitiv 1 | Infinitiv 2 | +Inessiv²  | +Instruktiv² | Übersetzung |
| ----------- | ----------- | ---------- | ------------ | ----------- |
| sano-a      | sano-e      | sano-e-ssa | sano-e-n     | sagen       |
| luke-a      | luki-e      | luki-e-ssa | luki-e-n     | lesen       |

##### Infinitiv 3
Der Infinitiv 3 kann für den Inessiv, Elativ, Illativ, Adessiv und Abessiv verwendet werden. Der Stamm für den Infinitiv wird mit dem Stamm der 3. Person Singular Indikativ und dem Suffix -ma/-mä gebildet.
| Infinitiv 1 | 3. Person Sg Indikativ | Infinitiv 3 | +Inessiv²   | +Elativ²    | +Illativ²  | +Adessiv²   | +Abessiv²   | Übersetzung |
| ----------- | ---------------------- | ----------- | ----------- | ----------- | ---------- | ----------- | ----------- | ----------- |
| tu-l-la     | tule-e                 | tule-ma     | tule-ma-ssa | tule-ma-sta | tule-ma-an | tule-ma-lla | tule-ma-tta | kommen      |

##### Infinitiv 4
Infinitiv 4 drückt eine notwendige Handlung aus. Er wird mit dem Stamm der 3. Person Singular Indikativ und dem Suffix -minen gebildet.
| Infinitiv 1 | 3. Person Sg Indikativ | Infinitiv 4 | Übersetzung |
| ----------- | ---------------------- | ----------- | ----------- |
| tiet-ä-ä    | tietä-ä                | tietä-minen | wissen      |

#### Partizipien
Das Finnische hat 2 Partizipien, das Partizip Präsens und das Partizip Perfekt. Diese werden nochmal in Aktiv und Passiv unterteilt, woraus sich 4 Partizipformen ergeben. Diese werden zum einen für Verbformen (besonders Partizip Perfekt) genutzt und zum anderen als Adjektive (besonders Partizip Präsens). Das Partizip Präsens Aktiv wird mit dem Infinitivstamm und dem Suffix -va/-vä gebildet. Es drückt einen Prozess oder eine kontinuierliche Handlung aus. Das Partizip Präsens Passiv wird mit der Imperfekt Passivform gebildet. Das Imperfekt Passivsuffix -ttiin wird zu -tta/-ttä, woran dann die Endung -va/-vä angehängt wird. Es kann in unterschiedlichen Situationen als Adjektiv benutzt werden. Das Partizip Perfekt Aktiv wird mit dem Hilfsverb olla, dem Infinitivstamm und dem Suffix -nut/-nyt für Singular oder -neet für Plural gebildet. Es drückt eine abgeschlossene Handlung aus und kann als Adjektiv verwendet werden. Auch das Partizip Perfekt Passiv drückt eine abgeschlossene Handlung aus. Es wird mit dem Hilfsverb olla, dem Infinitivstamm und dem Suffix -ttu gebildet.
| Präsens | Präsens     | Perfekt                              | Perfekt                             | Übersetzung |
| Aktiv   | Passiv      | Aktiv                                | Passiv                              |             |
| ------- | ----------- | ------------------------------------ | ----------------------------------- | ----------- |
| sano-va | sano-tta-va | on sano-nut (Sg) ovat sano-neet (Pl) | on sano-ttu (Sg) ovat sano-ttu (Pl) | sagen       |

## Derivationelle Morphologie

### Komposita
Im Finnischen werden Komposita in der Regel zusammengeschrieben.
Die gängigste Art von Komposita besteht aus zwei nicht abgeleiteten Nomen. Das erste Nomen steht dabei im Nominativ oder im Genitiv.
Beispiele (= markiert Wortgrenzen):
kirja=kauppa (Buchladen, kirja im Nominativ)
kirjan=kansi (Buchdeckel, kirja im Genitiv)
Endet jedoch ein Nomen in seiner Basisform auf -nen, so endet es als Element eines Kompositums auf -s.
Beispiel: yleis=kieli (Standardsprache, yleinen als erstes Element)
Wie bei Nomen existiert Komposition auch bei Verben und Adjektiven.
Beispiele:
alle=kirjoittaa (unterschreiben)
suomen=kielinen (finnischsprachig)

### Derivation
Finnisch ist reich an Derivationssuffixen; vor allem die Fülle an deverbalen Verbsuffixen zeichnet die finnische Sprache aus im Vergleich zu den indoeuropäischen Sprachen.
Derivationssuffixe treten nach der Wurzel des Wortes und, falls vorhanden, vor Flektionssuffixen auf.
In nicht finiten Verbformen befindet sich das Derivationssuffix vor dem Suffix des Partizips oder des Infinitivs, was bedeutet, dass Derivationssuffixe in Verben stets zwischen der Wurzel und einem weiteren Suffix stehen.

#### Transpositionelle Derivation
| Adjektiv                                       | Adjektiv                                                                                 | Verb                      | Verb                                     |
| Morphem                                        | Beispiel                                                                                 | Morphem                   | Beispiel                                 |
| ---------------------------------------------- | ---------------------------------------------------------------------------------------- | ------------------------- | ---------------------------------------- |
| -sto/-stö (zeigt ein Kollektiv an)             | enempi → enemmistö (mehr → Mehrheit)                                                     | -e                        | sataa → sade (regnen → Regen)            |
| -(u)us/-(y)ys                                  | kaunis → kauneus (schön → Schönheit) ystävä → ystävyys (Freund, Freundin → Freundschaft) | -i                        | muistaa → muisti (erinnern → Erinnerung) |
|                                                |                                                                                          | -in (zeigt Instrument an) | avata → avain (öffnen → Schlüssel)       |
| -ja/-jä (zeigt Agens an)                       | laulaa → laulaja (singen → Sänger, Sängerin)                                             |                           |                                          |
| -nta/-ntä                                      | kysyä → kysyntä (fragen → Nachfrage)                                                     |                           |                                          |
| -nti                                           | myydä → myynti (verkaufen → Verkauf)                                                     |                           |                                          |
| -nto/-ntö                                      | asua → asunto (wohnen → Wohnung)                                                         |                           |                                          |
| -o/-ö                                          | lentää → lento (fliegen → Flug)                                                          |                           |                                          |
| -os/-ös (zeigt oft Ergebnis einer Handlung an) | tulla → tulos (kommen → Ergebnis)                                                        |                           |                                          |
| -ri (zeigt Agens an)                           | leipoa → leipuri (backen → Bäcker, Bäckerin)                                             |                           |                                          |
| -u/-y                                          | kylpeä → kylpy (baden → Bad)                                                             |                           |                                          |
| -us/-ys                                        | puolustaa → puolustus (verteidigen → Verteidigung)                                       |                           |                                          |
| -uu                                            | palata → paluu (zurückkehren → Rückkehr)                                                 |                           |                                          |

| Nomen                       | Nomen                                       | Verb                                        | Verb                                        |
| Morphem                     | Beispiel                                    | Morphem                                     | Beispiel                                    |
| --------------------------- | ------------------------------------------- | ------------------------------------------- | ------------------------------------------- |
| -inen                       | puu → puinen (Holz → hölzern)               | -maton/-mätön (zeigt negatives Adjektiv an) | kuolla → kuolematon (sterben → unsterblich) |
| -isa/-isä                   | raivo → raivoisa (Wut → wütend)             | -vainen/-väinen                             | kuolla → kuolevainen (sterben → sterblich)  |
| -llinen                     | kieli → kielellinen (Sprache → sprachlich)  |                                             |                                             |
| -mainen/-mäinen             | tyttö → tyttömäinen (Mädchen → mädchenhaft) |                                             |                                             |
| -ton/-tön (zeigt Fehlen an) | nimi → nimetön (Name → namenlos)            |                                             |                                             |

| Nomen                              | Nomen                                     | Adjektiv                       | Adjektiv                                             |
| Morphem                            | Beispiel                                  | Morphem                        | Beispiele                                            |
| ---------------------------------- | ----------------------------------------- | ------------------------------ | ---------------------------------------------------- |
| -ile- (drückt Kontinuität aus)     | teltta → telttailla (Zelt → zelten)       | -t-: -ne- (drückt Änderung aus | tumma → tummeta, tummene- (dunkel → sich verdunkeln) |
| -oi-/-öi- (drückt Kontinuität aus) | tupakka → tupakoida (Zigarette → rauchen) |                                |                                                      |
| -ta-/-tä-                          | kuva → kuvata (Bild → beschreiben)        |                                |                                                      |
| -tta-/-ttä-                        | vero → verottaa (Steuer → besteuern)      |                                |                                                      |

#### Sonstige Derivation
| Morphem                                | Beispiel                                                |
| -------------------------------------- | ------------------------------------------------------- |
| -kko/-kkö (zeigt ein Kollektiv an)     | kuusi → kuusikko (Fichte → Fichtenwäldchen)             |
| -la (zeigt einen Ort an)               | sairas → sairaala (krank → Krankenhaus)                 |
| -lainen/-läinen (zeigt eine Person an) | Saksa → saksalainen (Deutschland → Deutscher, Deutsche) |
| -nen (zeigt einen Diminutiv an)        | kukka → kukkanen (Blume → Blümchen)                     |
| -tar/-tär (zeigt feminines Nomen an)   | kuningas → kuningatar (König → Königin)                 |

| Morphem         | Beispiel                                        |
| --------------- | ----------------------------------------------- |
| -hko/-hkö       | kova → kovahko (hart → recht hart)              |
| -lainen/-läinen | heikko → heikonlainen (schwach → recht schwach) |
| -nainen/-näinen | itse → itsenäinen (selbst → unabhängig)         |

| Morphem                                     | Beispiel                                          |
| ------------------------------------------- | ------------------------------------------------- |
| -ahta-/-ähtä- (zeigt Kurzzeitigkeit an)     | istua → istahtaa (sitzen → sich setzen)           |
| -aise-/-äise- (zeigt Kurzzeitigkeit an)     | vetää → vetäistä (ziehen → kurz ziehen)           |
| -ele-/-ile- (zeigt frequentatives Verb an)  | ajaa → ajella (fahren → umherfahren)              |
| -ksi- (zeigt frequentatives Verb an)        | imeä → imeksiä (saugen → am Saugen sein)          |
| -skele- (zeigt frequentatives Verb an)      | oppia → opiskella (lernen → studieren)            |
| -skelentele- (zeigt frequentatives Verb an) | käydä → käyskelennellä (gehen → herumschlendern)  |
| -tta-/-ttä- (zeigt kausatives Verb an)      | kasvaa → kasvattaa (wachsen → aufziehen)          |
| -u-/-y- (zeigt reflexives Verb an)          | rakastaa → rakastua (lieben → sich verlieben)     |
| -utu-/-yty- (zeigt reflexives Verb an)      | jättää → jättäytyä (weggehen → sich zurückziehen) |

## Sonstige Kategorien

### Adjektive
Die finnischen Adjektive können wie die deutschen Adjektive gesteigert werden. Es gibt dabei 3 Formen: Positiv, was die Grundform ist, Komparativ und Superlativ. Die Steigerungsformen werden mit jeweiligen Endungen markiert. Für den Komparativ gibt es die Endung -mpi. Der inflektionale Stamm unterläuft dabei ein paar Veränderungen. Das Adjektiv unterläuft einen Stufenwechsel, falls möglich, und die Endung -a/-ä eines disyllabischen Adjektivs wandelt sich zu -e um.
- helppo (einfach): helpo-mpi (einfacher)

- vahva (stark): vahve-mpi (stärker)

Für den Superlativ gibt es die Endung -in. Auch hier unterläuft der inflektionale Stamm einige Veränderungen. Ein langer Vokal verkürzt sich, ein kurzes -a/-ä und -e entfallen und -i oder -ii verändern sich in ein -e. Außerdem findet auch hier ein Stufenwechsel statt.
- helppo (einfach): helpo-in (am einfachsten)

- nopea (schnell): nope-in (am schnellsten)

An diese 3 Steigerungsformen (Positiv, Komparativ, Superlativ) können Kasus-, Numerus- und Possessivendungen, sowie Partikel angehängt werden. Die Reihenfolge ist dabei wie folgt:
(gesteigertes) Adjektiv + Numerus + Kasus + Possessiv + Partikel
Damit dies getan werden kann, verändern sich die Komparativ- und Superlativendungen. Die Komparativendung -mpi wechselt zu -mpa/-mpä, die in einigen Fällen noch einen Stufenwechsel durchläuft und zu -mma/-mmä wird. Wenn der Pluralmarkierer -i an die Endung angehängt wird, entfällt das letzte -a/-ä. Die Superlativendung -in verändert sich zu -impa/impä, die auch hier in einigen Fällen einen Stufenwechsel durchläuft und zu -imma/-inunä wird. Genauso wie beim Komparativ wird das letzte -a/-ä weggelassen, wenn der Pluralmarkierer angehängt wird.
|            | Singular      | Plural         |            |                | Singular        | Plural |
| Illativ    | paksu-mpa-an  | paksu-mp-i-an  | Illativ    | paksu-impa-an  | paksu-imp-i-an  |        |
| Essiv      | paksu-mpa-na  | paksu-mp-i-na  | Essiv      | paksu-impa-na  | paksu-imp-i-na  |        |
| Partitiv   | paksu-mpa-a   | paksu-mp-i-a   | Partitiv   | paksu-impa-a   | paksu-imp-i-a   |        |
| Genitiv    | paksu-mma-n   | paksu-mp-i-n   | Genitiv    | paksu-imma-n   | paksu-imp-i-n   |        |
| Inessiv    | paksu-mma-ssa | paksu-mm-i-ssa | Inessiv    | paksu-imma-ssa | paksu-imm-i-ssa |        |
| Elativ     | paksu-mma-sta | paksu-mm-i-sta | Elativ     | paksu-imma-sta | paksu-imm-i-sta |        |
| Adessiv    | paksu-mma-lla | paksu-mm-i-lla | Adessiv    | paksu-imma-lla | paksu-imm-i-lla |        |
| Ablativ    | paksu-mma-lta | paksu-mm-i-lta | Ablativ    | paksu-imma-lta | paksu-imm-i-lta |        |
| Allativ    | paksu-mma-lle | paksu-mm-i-lle | Allativ    | paksu-imma-lle | paksu-imm-i-lle |        |
| Translativ | paksu-mma-ksi | paksu-mm-i-ksi | Translativ | paksu-imma-ksi | paksu-imm-i-ksi |        |

### Adverbien
Die Adverbien im Finnischen können in unterschiedliche Gruppen unterteilt werden, je nach Benutzungsgebiet. Die verbreitetste Gruppe ist die der Art und Weise eines Verbes. Sie wird durch das Anhängen der Endung -sti an den inflektionalen Stamm gebildet. Auch hier findet wieder Stufenwechsel statt. Für den Komparativ wird die Endung -mmin genutzt und für den Superlativ die Endung -immin.
- Positiv: helpo-sti (einfach)
- Komparativ: helpo-mmin
- Superlativ: helpo-immin

Eine weitere große Gruppe von Adverbien sind die, die Ort oder eine Richtung beschreiben. Diese Adverbien werden meistens mit den Endungen für Adessiv, Ablativ und Allativ gebildet.
- alas (nach unten):
- Adessiv: alhaa-lla
- Ablativ: alhaa-lta
- Allativ: alhaa-lle

Es gibt außerdem noch Zeitadverbien (aikaisin (früh), joskus (manchmal)), Grad-, Mess- und Mengenadverbien (erittäin (extrem), hiukan (ein wenig), kyllin (genug)) und eine “Untergruppe” von den Art und Weise-Adverbien (näin (auf diese Weise), yksin (alleine)). Die letzte Gruppe sind die Modaladverbien (ainakin (zumindest), juuri (nur), tosin (um sicher zu sein)).

### Adpositionen
Im Finnischen gibt es sowohl Präpositionen als auch Postpositionen. Die Anzahl der Postpositionen ist aber deutlich größer. Adpositionen benutzen entweder den Genitiv oder den Partitiv.

#### Präpositionen
Präpositionen existieren vor den Wörtern, dessen Kasus sie bestimmen, zum Beispiel ilman rahaa (ohne Geld). Man kann sie in zwei Gruppen unterteilen, die, die den Partitiv bestimmen, und die, die den Genitiv bestimmen.
| Genitiv-Präposition | Übersetzung                 | Partitiv-Präposition | Übersetzung  |
| ------------------- | --------------------------- | -------------------- | ------------ |
| halki               | durch (lokal)               | ilman                | ohne         |
| kesken              | in der Mitte von (temporal) | vasten               | gegen        |
| sitten              | seit                        | paitsi               | neben; außer |

#### Postpositionen
Postpositionen stehen hinter den Wörtern, dessen Kasus sie bestimmen. Die größte Gruppe sind die Postpositionen, die den Genitiv bestimmen. Manche davon flektieren in den drei Lokalkasus (Adessiv, Ablativ, Allativ). Wenn eine Genitiv-Postposition mit einem Personalpronomen, das im Genitiv steht, auftaucht, muss ein Possessivsuffix an die Postposition angehängt werden. Das Personalpronomen kann in der 1. und 2. Person weggelassen werden. Aus kanssa (mit) wird (minu-n) kanssa-ni (mit mir). Postpositionen können auch den Partitiv bestimmen.
| Genitiv-Postposition  | Übersetzung     | Partitiv-Postposition | Übersetzung |
| --------------------- | --------------- | --------------------- | ----------- |
| häne-n kanssa-an      | mit ihm         | pitkin                | entlang     |
| lähe/-llä, -ltä, -lle | in der Nähe von | vastaan               | gegen       |
| luota                 | von             | ylös                  | oben        |

### Sonstige Partikel
Es gibt 5 weit verbreitete Partikel im Finnischen: -ko/-kö, -kin, -kaan/-kään, -han/-hän, -pa/-pä. Weniger verbreitete sind -ka/-kä und -s. Wie bereits oben genannt, ist die Position der Partikel am Wortende.
Der Partikel -ko/-kö wird für Entscheidungsfragen verwendet.
- Tule-t-ko?: Kommst du?

Der Partikel -kin kann für Betonung einer Sache genutzt werden und ist so ähnlich wie “auch”. Er kann bei Nomen und Verben verwendet werden, wobei es unklar ist, welche Bedeutung bei den Verben damit ausgedrückt wird.
- Nomen: Olen hankkinut auto-n-kin.: Ich habe auch ein Auto bekommen.

- Verb: Olen ollut ui-ma-ssa-kin.: Ich bin auch geschwommen.

Der Partikel -kaan/-kään wird im verneinten Kontext des Partikels -kin genutzt.
- En ole hankkinut auto-a-kaan.: Ich habe auch kein Auto bekommen.

Der Partikel -han/-hän wird verwendet, um zu sagen, dass der Satz etwas Familiäres/Bekanntes ausdrückt. Man kann den Partikel auch zur Betonung benutzen. Es wird benutzt, um eine Frage höflich zu stellen. Dieser Partikel kann nur an das erste Element des Satzes angehängt werden.
- Tämä-hän on skandaali!: Das ist wirklich ein Skandal!
- Ruotsi-han on kuningaskunta.: Wie wir wissen ist Schweden eine Monarchie.
- Sa-isi-n-ko-han laskun?: Könnte ich bitte die Rechnung haben?

Der Partikel -pa/-pä wird zum Betonen einer Sache verwendet. In der gesprochenen Sprache wird meistens ein -s angehängt.
- On-pa hän pitkä!: Er ist wirklich groß!

Der Partikel -ka/-kä  ist relativ selten und wird in Verbindung mit dem Negationsverb zum Betonen einer Sache genutzt.
- En tiedä en-kä halua tietää.: Ich weiß es nicht und ich will es auch nicht wissen.

Es kann mehr als ein Partikel an ein Wort angehängt werden.
- On-ko-han Sylvi kotona?: Ich wundere mich, ob Sylvie zuhause ist?[1]